# Grecia elenistică
Grecia elenistică sau Grecia din perioada elenistică este o perioadă din istoria Greciei antice cuprinsă între decesul lui Alexandru cel Mare 323 î.Hr. și apariția Imperiului Roman 31 î.Hr.
Termenul „elenistic” a fost folosit prima dată de istoricul german Johann Gustav Droysen în lucrarea sa Geschichte des Hellenismus (1836 și 1843). Epoca elenistică a fost definită de istoricii secolului al XIX-lea pe baza unui criteriu lingvistic și cultural, și anume creșterea  importantă a regiunilor în care oamenii vorbeau limba greacă (Ἑλληνιστής, Hellēnistḗs) și prin urmare fenomenul de expansiune a elenismului.